# Summer World University Games 2025/Teilnehmer (Lettland)
| Gelbes Symbol für Goldmedaillen mit stilisierten Olympischen Ringen | Graues Symbol für Silbermedaillen mit stilisierten Olympischen Ringen | Braundes Symbol für Bronzemedaillen mit stilisierten Olympischen Ringen |
| ------------------------------------------------------------------- | --------------------------------------------------------------------- | ----------------------------------------------------------------------- |
| —                                                                   | 1                                                                     | —                                                                       |

Lettland nahm an den Summer World University Games 2025 vom 16. bis zum 27. Juli mit 37 Athleten (20 Männer und 17 Frauen) teil.

## Medaillen

### Medaillenspiegel
| Rang   | Sportart       | Gold | Silber | Bronze | Gesamt |
| ------ | -------------- | ---- | ------ | ------ | ------ |
| 1      | Leichtathletik | –    | 1      | –      | 1      |
| Gesamt | Gesamt         | 0    | 1      | 0      | 1      |

### Medaillengewinner
| Name/n         | Sportart       | Wettkampf      |
| -------------- | -------------- | -------------- |
| Silber         |                |                |
| Valters Kreišs | Leichtathletik | Stabhochsprung |

## Teilnehmer nach Sportarten

### Beachvolleyball
Männer
- Artūrs Rinkevičs / Olivers Bulgačs

### Bogenschießen
| Männer - Gļebs Kononovs | Frauen - Kintija Trinkūna |

### Fechten
| Männer - Daniils Zamkovojs - Gļebs Čaikovskis | Frauen - Anna Marija Orlova - Nikola Junele |

### Leichtathletik
| Männer - Sandis Dzenītis - Ralfs Gauja - Valters Kreišs - Roberts Jānis Zālītis - Kristaps Vārna - Kārlis Ancāns - Nikita Bogdanovs - Everts Hemmelis | Frauen - Daniela Lasmane - Elīna Gumarova - Evelīna Krakope - Emmija Ivule - Agate Caune - Elīza Viekale-Gasjūne - Krista Sprūde - Patrīcija Jansone - Paula Kļaviņa |

### Rudern
Frauen
- Laura Pohevica

### Schwimmen
| Männer - Maksimilians Veģeris - Staņislavs Šakels - Jegors Mihailovs - Rihards Kahanovičs - Kristaps Miķelsons - Germans Čiļeks | Frauen - Kristiāna Maskava-Pudāne - Ieva Maļuka - Marija Goberga |

### Taekwondo
Frauen
- Viktorija Helviga

### Turnen

#### Gerätturnen
Männer
- Dmitrijs Mickevičs